# Оболонкові зорі

Художнє зображення Ахернара — найяскравішої оболонкової зорі, видимої з Землі.

Оболонкові зорі, також Be-зорі або Зорі типу γ Кассіопеї, ще Змінні типу γ Кассіопеї  — це зорі зі спектром, характеристики якого вказують на наявність довкола екватора зорі навколозоряного газового диску. Вони демонструють нерегулярні зміни яскравості через витік речовини. Оболонкові зорі швидко обертаються, що вважається частковим поясненням механізму їх змінності, але таємниці цих зір повністю ще не розкриті. Оболонкові зорі належать до спектральних класів від O7,5 до F5, але їх спектр має надзвичайно розширені лінії поглинання, спричинені швидким обертанням та газовим диском (він також відповідальний за інші особливості спектра). Швидкість обертання становить 200—250 км/с — майже на межі, коли прискорення обертання зашкодить цілісності зорі. Спектр і загальні характеристики оболонкових зір важко пояснюються, оскільки на нормальні риси спектра накладається змінна емісія, тому і клас світності, і точний спектральний клас зорі можуть легко були визначені неправильно.

## Класифікація
Оболонкові зорі поділяють на чотири категорії:
- Be-зорі ранніх спектральних класів від О7.5 до B2.5.
- Be-зорі середніх спектральних класів від B3 до B6.5.
- Be-зорі пізніх спектральних класів від B7 до B9.5.
- Оболонкові зорі спектральних класів A—F (від A0 до F5).

Спектр зорі у довгостроковому періоді змінний, і оболонкові зорі раннього типу можуть змінювати спектр з характерного для Be зорі на типовий для звичайної зорі класу B. Усі оболонкові зорі мають у спектрі розширені лінії емісії замість ліній поглинання, характерних для необолонкових зір того ж класу. Так, оболонкові зорі класу B мають лінії бальмерівські лінії емісії водню там, де звичайна зоря класу B має лінію поглинання. Більш ранні оболонкові зорі, як правило, мають емісію іонізованого гелію першого ступеня (He I) та часто іонізованого заліза другого ступеня (Fe II), більш пізні оболонкові зорі мають емісію іонізованих (другого ступеня) кальцію (Ca II) та титану (Ti II). Вважається, що оболонкові зорі розташовані у діапазоні між головною послідовністю та гігантами, однак точний клас світності невідомий через розширення ліній емісії внаслідок швидкого обертання.

## Приклади
| Позначення (назва)  | Сузір'я     | Відкриття | Видима зоряна величина (максимум) | Видима зоряна величина (мінімум) | Амплітуда змін блиску | Період    | Спектральний клас | Коментар'   |
| ------------------- | ----------- | --------- | --------------------------------- | -------------------------------- | --------------------- | --------- | ----------------- | ----------- |
| γ Кассіопеї         | Кассіопея   |           | 1,6                               | 3,0                              | 1.4                   |           | B0.5 IVe          | прототип    |
| Плейона (28 Тельця) | Телець      |           | 4,76                              | 5,5                              | 0,74                  |           | B8Vne             |             |
| κ Великого Пса      | Великий Пес |           | 3,40                              | 3,97                             | 0,57                  |           | B1.5IVne          |             |
| FW Великого Пса     | Великий Пес |           | 5,00                              | 5,50                             | 0,50                  |           |                   |             |
| λ Павича            | Павич       |           | 4,00                              | 4,26                             | 0,26                  |           | B2II-IIIe         |             |
| φ Персея            | Персей      |           | 3,96                              | 4,11                             | 0,15                  | 19,5 днів | B2Vpe             |             |
| ψ Персея            | Персей      |           | 4,17                              | 4,36                             | 0,19                  |           | B5III-Vne         |             |
| X Персея            | Персей      |           | 6,03                              | 7,0                              | 0,97                  |           | B0Ve              | Мікроквазар |